# Francisca Motta
Francisca Gomes Araújo Motta (Catolé do Rocha, 18 de Maio de 1940) é uma historiadora, pedagoga e política brasileira, filiada ao Republicanos. Durante sua carreira política já foi vice-prefeita e prefeita de Patos, além de deputada estadual da Paraíba por cinco mandatos.

## Biografia
Natural do município de Catolé do Rocha, no sertão paraibano, filha do casal Francisco Clementino de Araújo, natural de Pombal-PB e Vitalina Maria da Conceição, natural de Serra Negra do Norte-RN, adotou Patos como sua terra, onde formou uma família, ao lado de Edvaldo Motta.
Chegou ou município de Patos em 1951 quando contava apenas 10 anos de idade, objetivando se dedicar aos estudos, mas após conhecer o jovem Edivaldo Fernandes Motta, com quem se casou em 1958, suspendeu a condição de estudante com 17 anos, para dedicar-se ao lar. Do seu casamento, teve apenas uma única filha, Ilana Motta, nascida em 1970. Mais tarde, voltou aos estudos, através de Supletivos e, posteriormente, ingressou na Universidade Federal da Paraíba (UFPB), onde concluiu suas atividades acadêmicas formando-se em História e Pedagogia. Em 1992 ficou viúva.

## Carreira Política
Iniciou sua carreira política após a morte do seu marido, o então Deputado Federal Edivaldo Motta, no ano de 1992, candidatando-se a Vice-prefeita de Patos, numa chapa peemedebista, encabeçada pelo médico Ivânio Ramalho, vencendo as Eleições daquele ano. Chegou a ocupar o cargo de Prefeita interinamente.
Em 1994 renuncia ao cargo de Vice-prefeita para se lançar candidata a Deputada Estadual da Paraíba, e é eleita pela primeira vez com 16.800 votos, e sendo então sucessivamente reeleita por mais quatro mandatos consecutivos com expressivas votações.
No ano de 1996, se afasta do cargo de Deputada, para sair candidata à Prefeita de Patos, mas não obteve êxito, na qual ficou em segundo lugar com 13.085 votos (35,61% dos votos válidos), sendo assim derrotada por Dinaldo Medeiros Wanderley (PFL), eleito com 19.577 votos (53,27% dos votos válidos). Foi a sua única derrota em toda a carreira política
Após a derrota, retornou ao seu mandato de Deputada Estadual, sendo responsável pela criação de muitos projetos em benefício da Cidade de Patos e Região. Foi eleita vice-presidente da Assembleia Legislativa da Paraíba (Casa de Epitácio Pessoa) e chegando até a ocupar a presidência temporariamente, sendo a primeira mulher a está à frente de ambos os Cargos.
Nas eleições municipais de 2012 se afasta do seu mandato de Deputada para concorrer pela segunda vez à Prefeitura de Patos, sendo desta vez eleita com 28.407 votos (53,81% dos votos válidos) contra 23.389 votos (44,30% dos votos válidos) de seu concorrente Dinaldo Medeiros Wanderley Filho (DEM). Com a sua vitória, passa a ser a segunda mulher a governar a cidade, já que entre 1989 e 1993, vinte anos antes, Geralda Freire Medeiros foi gestora.
A família Motta tem uma história política na cidade, a começar pelo seu falecido marido Edivaldo Motta que fora Vereador, Deputado Estadual e Federal, seu cunhado Edmilson Motta (já falecido) já foi Prefeito de Patos entre 1977 e 1983,  seu ex-genro Nabor Wanderley também já foi Prefeito entre 2005 e 2013 e atual Deputado Estadual além de seu neto Hugo Motta que é Deputado Federal.

## Condenações

### Improbidade administrativa
A ex-gestora foi condenada por ato de improbidade administrativa, com perda dos direitos políticos por 4 anos, além de multa no valor de 100 mil reais. A decisão foi do juiz da Comarca de Conceição, Antônio Eugênio. Segundo a ação, impetrada pela Promotoria do Patrimônio Público de Patos, ela assinou o contrato 25/2013, que é referente à prestação de serviços de assessoria e consultoria contábeis ao município de Patos, no valor mensal de 10.000,00 reais, durante doze meses, mais 10,000 reais adicionais para elaboração da prestação de contas anual, totalizando 130.000,00 reais, durante todo o ano de 2013, com dispensa licitatória.

### Conduta vedada
Ela foi condenada  também ao pagamento de multa no valor de 25.000,00 reais, pela prática de conduta vedada, consistente na promoção institucional de seu governo em redes sociais, desrespeitando a Lei 9.504/97. A representação eleitoral foi apresentada pelo pelo Partido Trabalhista Cristão  alegando que no mês de julho de 2016, ela utilizou as redes sociais para divulgar ações do governo. A decisão foi da juíza eleitoral Joscileide Ferreira de Lima.